# Baby It's You
Baby It's You är en låt skriven av Burt Bacharach, Luther Dixon och Mack David. De mest kända inspelningarna av den är gjorda av The Shirelles, som släppte den som singel 1961, och The Beatles, som hade med den på sitt album Please Please Me från 1963. Sylvie Vartan gjorde en cover på franska - Baby c'est vous.

## The Beatles version
Den tionde låten som spelades in vid den pressade sessionen 11 februari 1963. Denna låt blev den andra versionen av en låt som tidigare gjorts av The Shirelles att hamna på Beatles debut-LP. Likt andra covers man spelade in vid denna session avverkar man den ganska snabbt men något så när säkert. Låten kom med på LP:n Please Please Me (utgiven i England 22 mars 1963) medan den i USA ingick på en LP vid namn Introducing... The Beatles (utgiven 22 juli 1963).